# Luís Vales
Fernando Luís de Sousa Machado Soares Vales (Porto, 23 de Agosto de 1979) é um político português, foi Secretário Geral Adjunto do Partido Social Democrata (2010-2018) e Deputado à Assembleia da República pelo Partido Social Democrata (PSD). Administrador Hospitalar de profissão, venceu o prémio Coriolano Ferreira 2022 enquanto melhor aluno do Curso de Especialização em Administração Hospitalar pela Escola Nacional de Saúde Pública da Universidade Nova de Lisboa. 

## Biografia

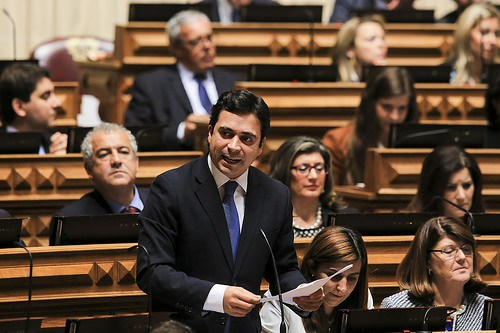
Intervenção de Luís Vales na Assembleia da República Portuguesa

Luís Vales iniciou a sua carreira política com 20 anos na JSD - Juventude Social Democrata.
Em 2003 é eleito Presidente da JSD de Marco de Canaveses, tendo sido  Presidente da JSD Distrital do Porto em 2007. Ocupou o cargo de Vice-Presidente da JSD em 2008 e foi por duas vezes Conselheiro Nacional do PSD. Foi nomeado Secretário Geral adjunto do PSD em 2010 com a vitória de Pedro Passos Coelho, tendo mantido esse cargo até 2017. 
Tomou posse enquanto Deputado à Assembleia da República em 2010, tendo sido reeleito em 2011 e em 2015 pelas listas do PSD. Durante estes mandatos foi vice-coordenador do Grupo Parlamentar do PSD na Comissão de Saúde.  
Na XIII legislatura, para além de membro da Comissão de Saúde, foi também membro da Comissão de Defesa Nacional e da Comissão de de Economia, Inovação e Infraestruturas. 
Foi membro suplente da Assembleia Parlamentar da NATO (2011-2017). 
Concluiu, a convite do Departamento de Estado dos Estados Unidos da América o Programa  International Visitor Leadership Program (IVLP) em Washinghton D.C.
Participou em inúmeras missões de observação eleitoral em vários países, tendo liderado a missão de observação eleitoral das eleições presidenciais tunisinas a convite do International Republican Institute (IRI).
A convite dessa organização norte-americana deu formação politica e legislativa a membros da assembleia nacional de São Tomé e Principe, bem como em Timor Leste, bem como participou noutros eventos internacionais de relevo. 
Vive desde sempre em Marco de Canaveses, onde ocupou o cargo de Membro da Assembleia Municipal e em 2013 de Vereador com os Pelouros da Juventude, Proteção Civil, Saúde e Assuntos Jurídicos. Foi membro da Comunidade Intermunicipal do Baixo Tâmega em 2007 e da Comunidade Intermunicipal do Tâmega e Sousa em 2009. Nas eleições autárquicas de 2017 foi eleito Membro da Assembleia Municipal de Marco de Canaveses, onde ocupou o cargo de Presidente do Grupo Municipal do PSD.
Em 2018 foi eleito Presidente do Partido Social Democrata de Marco de Canaveses e em Janeiro de 2020 Presidente da Mesa da Assembleia de Militantes desse Partido, tendo sido reeleito em 2022 para a mesma função.
Enquanto Psicólogo Clínico, trabalhou durante 7 anos no Centro Hospitalar do Tâmega e Sousa ( 2003-2010)., onde exerceu actividade enquanto Técnico Superior de Saúde,  nomeadamente na Consulta de Ambulatório de Psicologia Clínica; Intervenção em Crise, Apoio à Urgência Hospitalar, Perícias Médico Legais com avaliação do Perfil Psicológico, Avaliação e Intervenção Psicológica. Também foi Formador de Formadores na área da Psicologia.
Em 2016 tornou-se Psicólogo Especialista em Psicologia Clínica da Saúde acreditado pela Ordem dos Psicólogos Portugueses e desde 2018 que é membro afiliado da American Psychological Association (APA)
Membro da Comissão de Honra do Semestre Europeu da Psicologia em Portugal.
Membro da Assembleia de Representantes da Ordem dos Psicólogos Portugueses
Em 2019 ingressa no Curso de Especialização em Administração Hospitalar da Universidade Nova de Lisboa, que concluiu com distinção e mérito. 
Em 2020 é contratado pela Altice Portugal, para o Gabinete do Chief Executive Officer (CEO), desenvolvendo atividade na área das relações institucionais, empreendedorismo, saúde e inovação. 
Recebe em 2022 o Prémio Coriolano Ferreira, uma iniciativa conjunta da APAH e da Escola Nacional de Saúde Pública da Universidade Nova de Lisboa (ENSP/UNL), que pretende homenagear o Professor Coriolano Ferreira e dinamizar a investigação em Administração Hospitalar, distinguindo anualmente o melhor aluno do Curso de Especialização em Administração Hospitalar (CEAH) da ENSP.
Publica em 2022 o artigo "Healthcare system delay and utilization in tuberculosis patients in Portuguese high-incidence region", no European Journal of Public Health.
Desde 2023 que é Administrador Hospitalar na ULS do Alto Ave, tendo tido a seu cargo a Área de Gestão de Produção Clinica da Mulher e da Criança e os Serviços Farmacêuticos da ULS. 
Em 2024 conclui com sucesso o Programa de Alta Direção em Instituições de Saúde da AESE Business School e o Programa Executivo de Liderança em Saúde "Leadership in Healthcare Delivery" da NOVA SBE
1. 1 2  «Biografia». www.parlamento.pt. Consultado em 30 de outubro de 2016